# Al-Arabi (Qatar)
Al-Arabi is een voetbalclub uit de stad Doha in Qatar. De club werd opgericht in 1972 en ontstond uit de fusie van Tahreer en Al-Wahda. Al-Arabi speelt in de Qatari League en domineerde deze competitie decennialang, wat de club de bijnaam The Dream Team heeft opgeleverd. De thuiswedstrijden worden afgewerkt in het Grand Hamadstadion.

## Erelijst
- Qatarees landskampioenschap

1983, 1985, 1991, 1993, 1994, 1996, 1997
- Beker van de emir van Qatar

1978, 1979, 1980, 1983, 1984, 1989, 1990, 1993
Beker van de kroonprins van Qatar
1997
- Beker van sjeik Jassem van Qatar

1980, 1982, 1994, 2008, 2010, 2011

## Huidige spelerskern
| No. | Naam                  | Land           | Positie      |
| --- | --------------------- | -------------- | ------------ |
| 1   | Musad Al-Zarai        | Qatar          | Doelman      |
| 2   | Maaz Yusif            | Qatar          | Verdediger   |
| 4   | Leonardo Pisculichi   | Argentinië     | Middenvelder |
| 8   | Abdulaziz Karim       | Qatar          | Middenvelder |
| 9   | Sayed Ali Bechir      | Qatar          | Aanvaller    |
| 10  | Waleed Hamzah         | Qatar          | Aanvaller    |
| 11  | Kim                   | Brazilië       | Aanvaller    |
| 12  | Hamid Ismail          | Qatar          | Aanvaller    |
| 14  | Ibrahim Al-Ghanim     | Qatar          | Verdediger   |
| 16  | Salman Ghuloom        | Bahrein        | Verdediger   |
| 17  | Abdulaziz Al-Sulati   | Qatar          | Middenvelder |
| 19  | Junior Dutra          | Brazilië       | Aanvaller    |
| 20  | Yosif Jafar           | Qatar          | Verdediger   |
| 21  | Ahmad Kalil           | Qatar          | Doelman      |
| 22  | Souleymane Keïta      | Mali           | Middenvelder |
| 24  | Musa Haroon           | Qatar          | Verdediger   |
| 25  | Mohammed Al Mashaikhi | Oman           | Middenvelder |
| 30  | Omar Al-Ansari        | Qatar          | Aanvaller    |
| 32  | Lomana LuaLua         | Congo-Kinshasa | Aanvaller    |
| 37  | Ahmed Darwish         | Qatar          | Aanvaller    |
| 99  | Younis Mahmoud        | Irak           | Aanvaller    |
|     | Imoh Ezekiel          | Nigeria        | Aanvaller    |
|     | Maxime Lestienne      | België         | Aanvaller    |

## Bekende (oud-)spelers
- Gabriel Batistuta
- Lakhdar Belloumi
- Youssef Chippo
- Junior Dutra
- Stefan Effenberg
- Imoh Ezekiel
- Iván Hurtado
- Anouar Kali
- Maxime Lestienne
- Lomana LuaLua
- Paul-José Mpoku
- Blaise Nkufo
- Tony Popović
- Rafinha
- Taribo West

## Bekende trainers
- Henri Michel
- Luis Santibáñez
- Džemaludin Mušović
- Dan Petrescu
- Heimir Hallgrímsson

Al-Ahli · Al-Arabi · Al-Duhail · Al-Gharafa · Al Kharaitiyat · Al-Khor · Al-Rayyan · Al-Sadd · Al-Sailiya · Al-Shahania · Qatar SC · Umm Salal